# ریزش موی آندروژنیک
طاسی با الگوی مردانه (Androgenic alopecia) که آلوپسی آندروژنیک، آلوپسی آندروژنتیک، و آلوپسی آندروژنتیک نیز نامیده می‌شود و در فارسی می‌توان آن را به طاسی وابسته به هورمون مردانه نیز ترجمه کرد.

## بیماریزایی
آلوپسی آندروژنیک مردانه یا طاسی مردانه ریزش مو تیپ مردانه را نمی‌توان یک بیماری محسوب نمود. این وضعیت به‌طور معمول در مردانی که از نظر ژنتیکی مستعد این وضعیت هستند اتفاق می‌افتد و در واقع نوعی پاسخ فیزیولوژیک بدن آن‌ها به آندروژن‌ها یا همان هورمون‌های مردانه می‌باشد.
موهای ناحیه سر در انسان با وجودیکه رشد غیر وابسته به هورمون جنسی مردانه (آندروژن) دارند، امّا دارای گیرندهٔ خاص هورمون‌های جنسی می‌باشند و به همین دلیل این هورمون‌ها می‌توانند بر ریزش مو مؤثر باشند. در مردان بخش‌های فرونتوتمپورال یعنی نواحی جلو و اطراف و مرکز سر دارای گیرنده هورمونی هستند امّا در زنان تمام موهای ناحیه سر دارای گیرنده آندروژنی می‌باشند. به همین دلیل در مردان اول ناحیه جلوی سر کاهش مو داریم و بعد ناحیه مرکزی و سپس این دو ناحیه بهم می‌رسند.

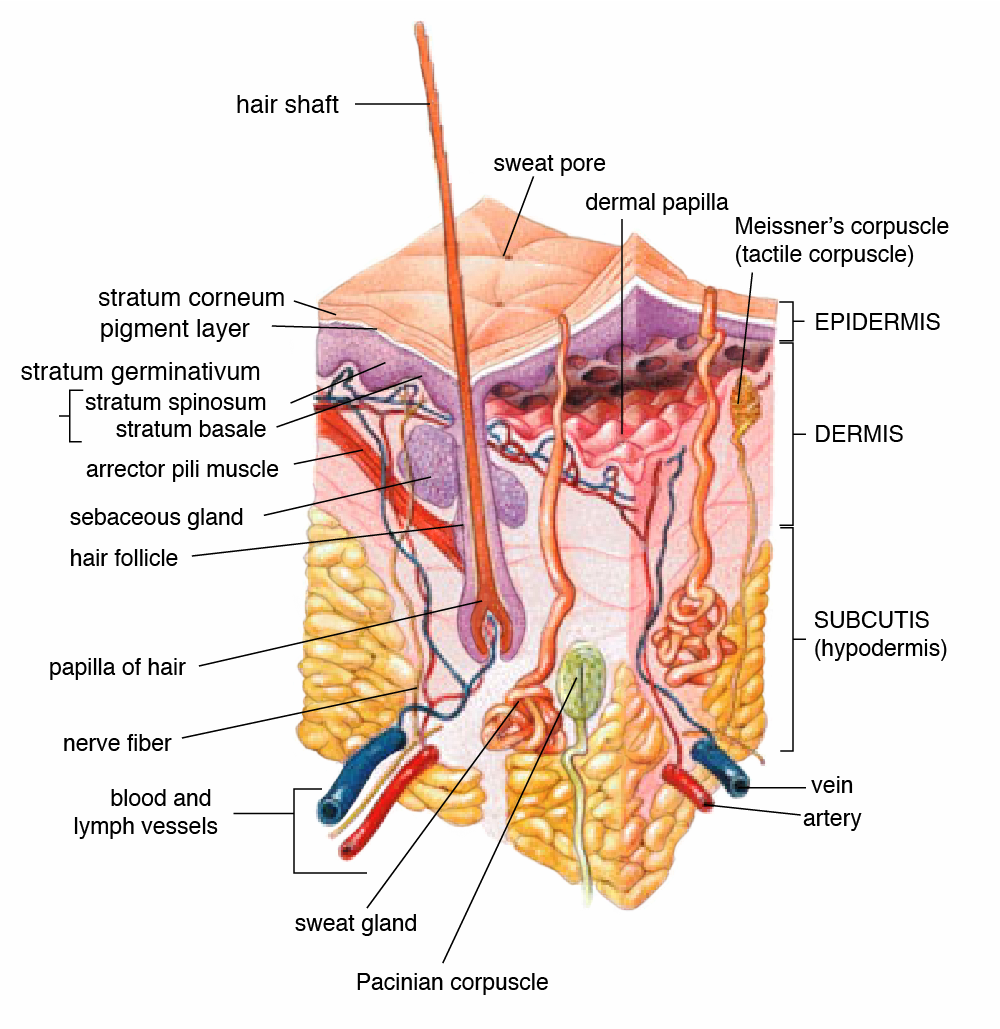
فولیکول مو و پاپیلای پوستی مزانشیمی که در بالا نشاندار شده است

## تظاهرات بالینی
در مردان بخش‌های فرونتوتمپورال یعنی نواحی جلو و اطراف و مرکز سر دارای گیرنده هورمونی هستند امّا در زنان تمام موهای ناحیه سر دارای گیرنده آندروژنی می‌باشند. به همین دلیل در مردان اول ناحیه جلوی سر کاهش مو داریم و بعد ناحیه مرکزی و سپس این دو ناحیه بهم می‌رسند. پوست سر هیچ گونه خارش، اسکار یا تغییری ندارد.

## درمان
برای درمان الوپسی مردانه از آنتی آندروژن (مانند فیناستراید)، ماینوکسیدیل موضعی، لیزر کم توان و روش‌های جراحی کاشت مو می‌توان سود برد. بهترین کاندیداهای درمان با مینوکسیدیل مردان با سن کمتر از ۳۰ سال هستند که کمتر از ۵ سال است دچار ریزش مو شده‌اند ولی  باید همیشه استفاده شود.